# 纳塔姆
纳塔姆（Natham），是印度泰米尔纳德邦Dindigul县的一个城镇。总人口22532（2001年）。

## 人口
该地2001年总人口22532人，其中男性11242人，女性11290人；0—6岁人口2627人，其中男1304人，女1323人；识字率68.61%，其中男性为76.32%，女性为60.93%。